# Pacific Institute for the Mathematical Sciences

Logo des PIMS

Das Pacific Institute for the Mathematical (PIMS) mit Sitz an der University of British Columbia in Vancouver ist ein dezentral angelegtes mathematisches Forschungsinstitut, das 1996 gegründet wurde. Gründer waren ein Konsortium aus fünf Universitäten in Alberta und British Columbia im Westen Kanadas, später kamen Saskatchewan und der US-Bundesstaat Washington (University of Washington) hinzu, so dass das Institut binational aufgestellt ist.
Ihre Ziele sind Förderung der Forschung, Ausbildung und Weiterbildung an Universität und für Schullehrer, interdisziplinäre Zusammenarbeit mit anderen Fachgebieten, internationale Zusammenarbeit und Austausch sowie Öffentlichkeitsarbeit für die Mathematik. Sie haben Zweigstellen an allen neun beteiligten Universitäten (sowie der Portland State University und der University of Northern British Columbia) und operieren dezentral. Sie beherbergen Forschungsgruppen (Collaborative Research Groups, CRG), Post-Doktoranden Programme und organisieren Workshops und Konferenzen. Sie organisieren auch Programme und Wettbewerbe für Schulkinder (mit besonderen Förderprogrammen für indianische Ureinwohner) und publizieren für diese eine Zeitschrift Pi in the Sky.
Ein Schwerpunkt ist Ausbildung und Forschung in mathematischer Biologie und Industriemathematik.
Es ist eines von drei großen nationalen Forschungsinstituten für Mathematik in Kanada, neben dem ältesten Institut, dem Centre de Recherches Mathématiques (CRM) in Montreal und dem Fields Institute in Toronto. Mit diesen vergibt das PIMS den CRM-Fields-PIMS Prize.